# Eleoscytalopus
Eleoscytalopus es un género de aves paseriformes perteneciente a la familia Rhinocryptidae, conformado por dos especies nativas de la Mata Atlántica del este de Brasil, que anteriormente se incluían en el género Scytalopus, pero los estudios genéticos llevaron a incluirlas en un género diferente, más cercanamente relacionado con el género Merulaxis. A sus miembros se les conoce por el nombre común de churrines.

## Etimología
El nombre genérico masculino «Eleoscytalopus» deriva del griego «heleos»: humedal, pantano; en referencia a los bosques pantanosos, hábitat preferido de las especies; y al género Scytalopus, donde estuvieron incluidas por mucho tiempo.

## Características
Son aves pequeñas, miden 11,5 cm de longitud. Diferentemente de las especies del género Scytalopus, las de Eleoscytalopus tienen partes inferiores blancas y partes superiores gris azuladas. Las voces de los dos géneros son también diferenciables.

## Lista de Especies
Según la clasificación del Congreso Ornitológico Internacional (IOC, versión 6.3, 2016) y Clements Checklist v.2015, el género agrupa a las siguientes especies con el respectivo nombre popular de acuerdo con la Sociedad Española de Ornitología (SEO):
- Eleoscytalopus indigoticus (Wied-Neuwed, 1831) - churrín pechiblanco;
- Eleoscytalopus psychopompus (Teixeira & Carnevalli, 1989) - churrín de Bahía.

## Taxonomía
Algunos autores sugieren que E. psychopompus sería apenas una subespecie de E. indigoticus, sin embargo, los argumentos de Mata et al., 2009 refuerzan el rango de especie, sobre la base de la distancia genética.
Los estudios de genética molecular de Ericson et al., 2010 confirman la monofilia de la familia Rhinocryptidae y sugieren la existencia de dos grandes grupos dentro de la misma, de forma muy general, el formado por las especies de mayor tamaño, y el integrado por las especies menores, al que pertenece el presente género. Ohlson et al. 2013 proponen la división de la familia en dos subfamilias. El presente género pertenece a una subfamilia Scytalopodinae J. Müller, 1846, junto a Eugralla, Myornis, Merulaxis y Scytalopus.